# Jean Rougeau Trophy
Jean Rougeau Trophy je hokejová trofej v juniorské lize Quebec Major Junior Hockey League, kterou obdrží nejlepší tým základní části QMJHL. Trofej je pojmenována po bývalém prezidentovi ligy Jeanu Reageauovi.

## Vítězové
| Sezóna  | Tým                          | Body | (V-P-VvP-PvP) (V-P-R) |
| ------- | ---------------------------- | ---- | --------------------- |
| 2013/14 | Baie-Comeau Drakkar          | 99   | 47–16–2–3             |
| 2012/13 | Halifax Mooseheads           | 120  | 58–6–3–1              |
| 2011–12 | Saint John Sea Dogs          | 103  | 50-15-0-3             |
| 2010–11 | Saint John Sea Dogs          | 119  | 58-7-1-2              |
| 2009–10 | Saint John Sea Dogs          | 109  | 53-12-1-2             |
| 2008–09 | Drummondville Voltigeurs     | 112  | 54-10-0-4             |
| 2007–08 | Rouyn-Noranda Huskies        | 97   | 47–20–2–1             |
| 2006–07 | Lewiston Maineiacs           | 106  | 50–14–2–4             |
| 2005–06 | Moncton Wildcats             | 107  | 52–15–0–3             |
| 2004–05 | Rimouski Océanic             | 98   | 45–17–5–3             |
| 2003–04 | Gatineau Olympiques          | 107  | 50–13–7–0             |
| 2002–03 | Baie-Comeau Drakkar          | 108  | 50–14–6–2             |
| 2001–02 | Acadie-Bathurst Titan        | 99   | 45–18–4–5             |
| 2000–01 | Shawinigan Cataractes        | 116  | 54–10–6–2             |
| 1999–00 | Rimouski Océanic             | 102  | 48–18–4–2             |
| 1998–99 | Quebec Remparts              | 108  | 51–13–6               |
| 1997–98 | Quebec Remparts              | 98   | 46–18–6               |
| 1996–97 | Hull Olympiques              | 99   | 48–19–3               |
| 1995–96 | Granby Prédateurs            | 114  | 56–12–2               |
| 1994–95 | Laval Titan Collège Français | 98   | 48–22–2               |
| 1993–94 | Laval Titan                  | 99   | 49–22–1               |
| 1992–93 | Sherbrooke Faucons           | 94   | 44–20–6               |
| 1991–92 | Verdun Collège Français      | 101  | 48–17–5               |
| 1990–91 | Chicoutimi Saguenéens        | 92   | 43–21–6               |
| 1989–90 | Victoriaville Tigres         | 89   | 42–23–5               |
| 1988–89 | Trois-Rivières Draveurs      | 88   | 43–25–2               |
| 1987–88 | Hull Olympiques              | 90   | 43–23–4               |
| 1986–87 | Granby Bisons                | 100  | 48–18–4               |
| 1985–86 | Hull Olympiques              | 108  | 54–18–0               |
| 1984–85 | Shawinigan Cataractes        | 98   | 48–18–1–1             |
| 1983–84 | Laval Voisins                | 108  | 54–16–0               |
| 1982–83 | Laval Voisins                | 106  | 53–17–0               |
| 1981–82 | Sherbrooke Castors           | 86   | 42–20–2               |
| 1980–81 | Cornwall Royals              | 90   | 44–26–2               |
| 1979–80 | Sherbrooke Castors           | 97   | 45–20–7               |
| 1978–79 | Trois-Rivières Draveurs      | 122  | 58–8–6                |
| 1977–78 | Trois-Rivières Draveurs      | 101  | 47–18–7               |
| 1976–77 | Quebec Remparts              | 92   | 41–21–10              |
| 1975–76 | Sherbrooke Castors           | 111  | 51–12–9               |
| 1974–75 | Sherbrooke Castors           | 109  | 51–14–7               |
| 1973–74 | Sorel Éperviers              | 117  | 58–11–1               |
| 1972–73 | Quebec Remparts              | 102  | 49–11–4               |
| 1971–72 | Cornwall Royals              | 96   | 47–13–2               |
| 1970–71 | Quebec Remparts              | 109  | 54–7–1                |
| 1969–70 | Quebec Remparts              | 75   | 37–18–1               |